# Ludvig Ringborg
Ludvig Edward Ringborg, född den 25 december 1811 i Norrköping, död där den 4 november 1888, var en svensk affärsman. Han var son till Jöns Ringborg, måg till John Swartz, far till Edward Ringborg och svärfar till Wilhelm Moberg.
Ringborg gick i gustavianska barnhusskolan och 1821–1826 i Norrköpings trivialskola. Han började sin bana som kontorist hos fadern och företog, efter flera års undervisning i levande språk, 1836–1837 en resa genom Danmark, Tyskland, Schweiz, Frankrike, Belgien, Nederländerna och Storbritannien. Ringborg blev bolagsman i faderns handelsrörelse sistnämnda år och till följd därav grosshandlare i Norrköping. Han innehade ett stort antal förtroendeuppdrag av vilka bör nämnas att han var ledamot av borgerskapets äldste 1846–1862 och dess talman 1860–1862, stadsfullmäktig i Norrköping 1862–1869 samt stadsfullmäktiges vice ordförande 1863–1866, ordförande i drätselkammaren 1863–1869 och landstingsman i Östergötlands län 1863–1866. Han utgav tillsammans med rådmannen och vice häradshövdingen Fredrik Hertzman ett historiskt-statistiskt arbete i två delar med titeln Anteckningar om Norrköpings stad. Ringborg blev riddare av Nordstjärneorden 1861. Han var en av initiativtagarna till att skapa Norrköpings första rekreationsområde på Syltenberget.